# Edwin Toovey

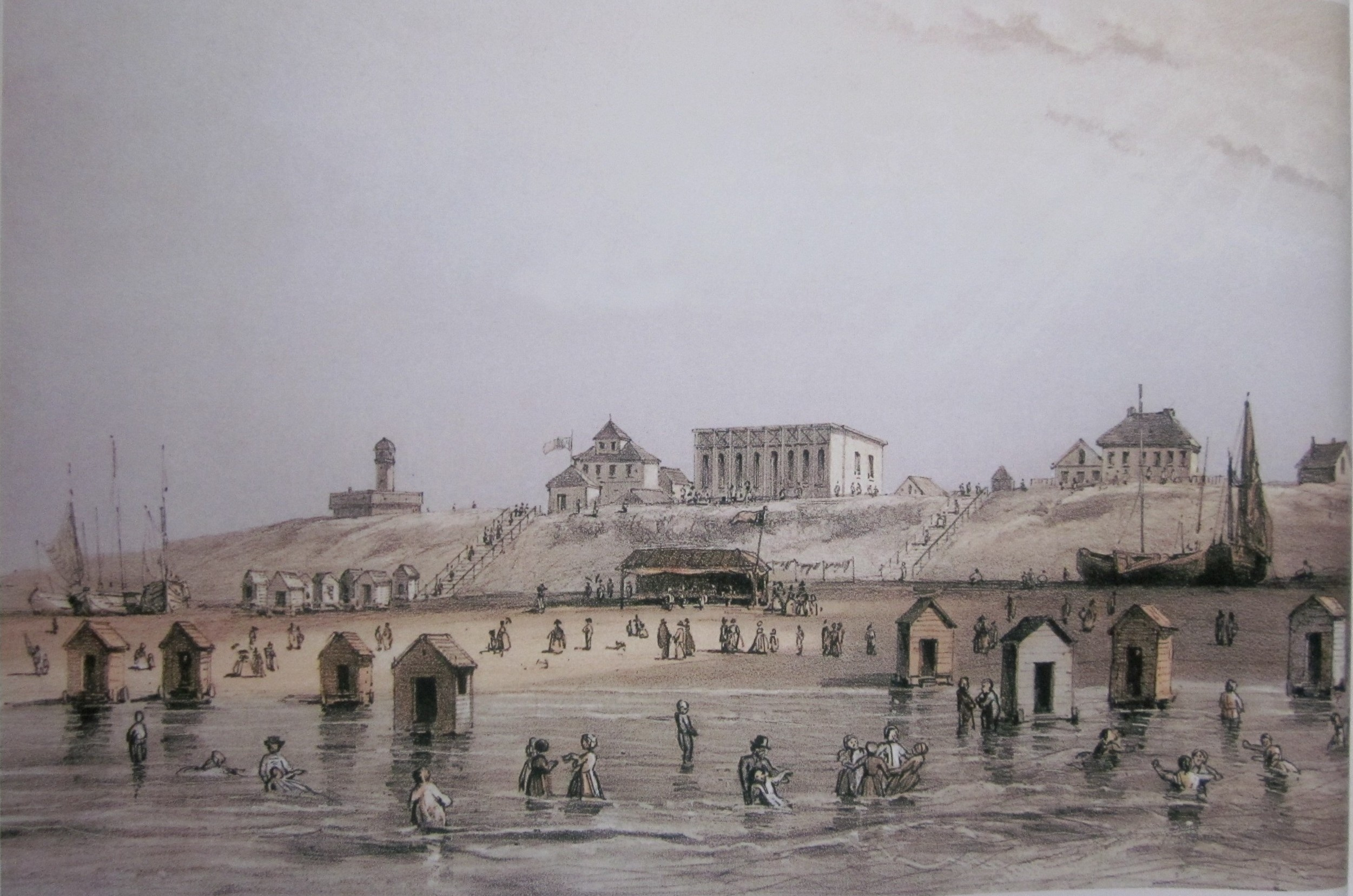
Beginjaren van het badtoerisme in Blankenberge. Litho van Edwin Toovey, 1855

Edwin Toovey (1826-1906) was een Belgisch lithograaf, kunstschilder en aquarellist van Engelse afkomst.
Hij was de broer van William Toovey die in 1847, samen met aquarellist en lithograaf Gustave Simonau, een belangrijke lithografische drukkerij oprichtte in Brussel, Simonau & Toovey. De fotograaf Jules Géruzet was vaak hun uitgever.
Ook zijn zoon Richard Toovey was lithograaf en aquarellist.
- Gemeinsame Normdatei: 1055485422
- Library of Congress Control Number: nr97018965
- RKD-Nederlands Instituut voor Kunstgeschiedenis: 77875
- Union List of Artist Names: 500120767
- Virtual International Authority File: 309694197
- WorldCat: E39PBJfmpw98TFWT4R9P8Jwpyd